# Escuradents

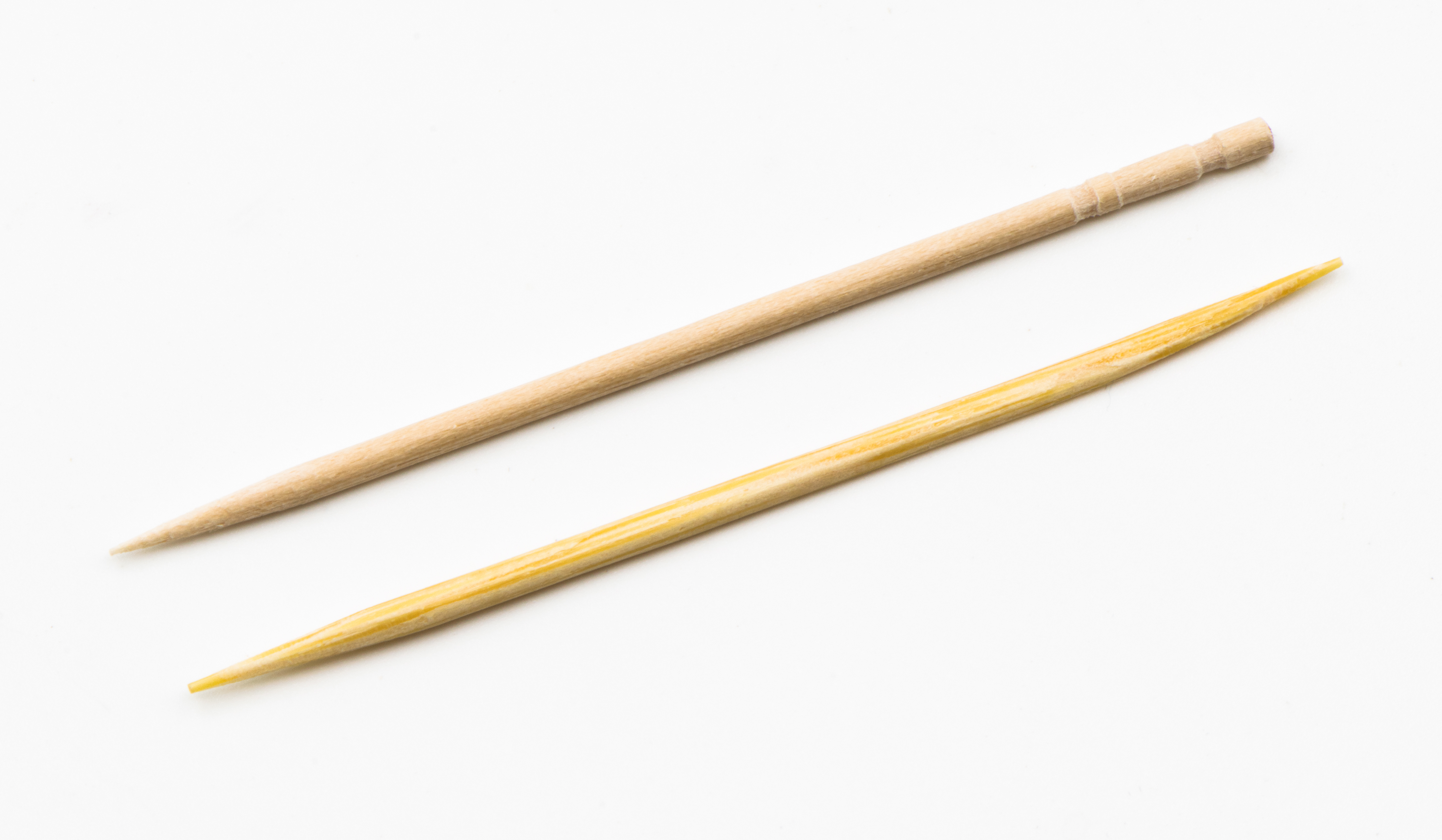
Escuradents

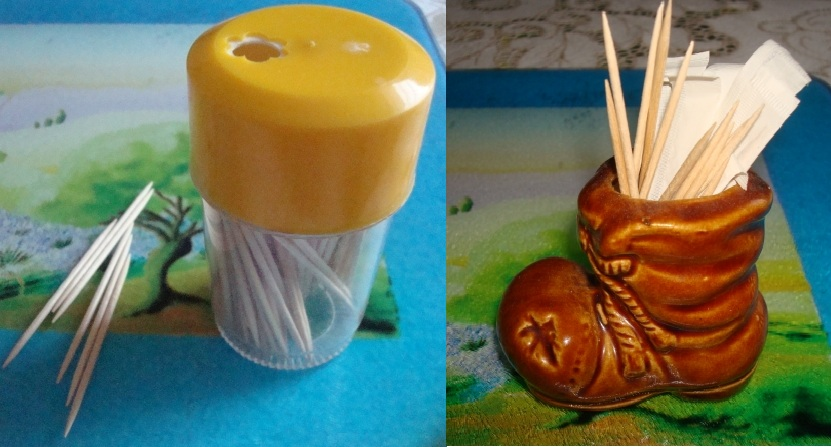
Suports d'escuradents

L'escuradents, furgadents o bastonet higiènic és un estri que es fa servir després dels àpats per a escurar restes de menjar que han romàs entre les dents.
Entre altres utilitats de l'escuradents hi ha la de punxar i ficar-se a la boca petites porcions de menjar com les que es poden servir en els aperitius.
Curiosament, en el ram de la construcció s'utilitza com a falca durant la instal·lació de rajoles.
Té una forma prima i allargada, d'uns 7 cm, acabada en punxa per una o totes dues puntes. Normalment, està fet de fusta, si bé també es fabrica en plàstic, especialment a Amèrica, i llavors sol ser tubular. Ocasionalment, també es fan servir altres materials, com ara bambú o metall.